# Лыжные гонки на зимних Олимпийских играх 1980 — эстафета 4×10 км (мужчины)
Мужская лыжная эстафета 4 по 10 км на зимних Олимпийских играх 1980 года в Лейк-Плэсиде была проведена 20 февраля в лыжном комплексе у подножия горы Ван Ховенберг. 

## Медалисты
| Золото                                                                    | Серебро                                                                | Бронза                                                                        |
| СССР · Василий Рочев · Николай Бажуков · Евгений Беляев · Николай Зимятов | Норвегия · Ларс Эрик Эриксен · Пер Кнут Оланн · Уве Эунли · Оддвар Бро | Финляндия · Харри Кирвесниеми · Пертти Теураярви · Матти Питкянен · Юха Мието |

## Результаты
| Место | Номер | Команда                                                                              | Время      | Отставание |
| ----- | ----- | ------------------------------------------------------------------------------------ | ---------- | ---------- |
| 1     | 4     | СССР · Василий Рочев · Николай Бажуков · Евгений Беляев · Николай Зимятов            | 1:57:03.46 | –          |
| 2     | 3     | Норвегия · Ларс Эрик Эриксен · Пер Кнут Оланн · Уве Эунли · Оддвар Бро               | 1:58:45.77 | +1:42.31   |
| 3     | 2     | Финляндия · Харри Кирвесниеми · Пертти Теураярви · Матти Питкянен · Юха Мието        | 2:00:00.18 | +2:56.72   |
| 4     | 6     | ФРГ · Петер Ципфель · Вольфганг Мюллер · Дитер Ноц · Йохан Беле                      | 2:00:22.74 | +3:19.28   |
| 5     | 1     | Швеция · Свен-Оке Лундбек · Томас Эрикссон · Бенни Кольберг · Томас Вассберг         | 2:00:42.71 | +3:39.25   |
| 6     | 10    | Италия · Маурилио Де Цольт · Бенедетто Каррара · Джулио Капитанио · Джорджо Ванцетта | 2:01:09.93 | +4:06.47   |
| 7     | 5     | Швейцария                                                                            | 2:03:36.57 | +6:33.11   |
| 8     | 8     | США                                                                                  | 2:04:12.17 | +7:08.71   |
| 9     | 7     | Чехословакия                                                                         | 2:04:18.66 | +7:15.20   |
| 10    | 9     | Франция                                                                              | 2:08:43.61 | +11:40.15  |